# 4 mm Randz Long
El 4 mm Randz Long, Randz Lang, Flobert Long Case o Flobert Largo, es un cartucho de percusión anular desarrollado por RWS basado en el cartucho 4mm Flobert Short.
El cartucho Randz Long utiliza como bala una posta esférica del N.º 7, la misma usada en el 4 mm Flobert Short, no es exactamente calibre 4 mm, es calibre 4,5 mm, tiene las mismas medidas que el Randz Court, a excepción de la longitud de la vaina, y por lógica, la longitud total, produce más velocidad que el Randz Court, y al tener la misma bala, produce más energía de impacto.
El 4 mm Randz Lang, al igual que su antecesor, es producido solamente en la Unión Europea, tanto para este cartucho como para el Randz Court existen muchas armas, desde fusiles y pistolas monotiro, hasta revólveres con capacidad para varios cartuchos.

## Comparación de medidas con otros cartuchos
| Munición          | Calibre (mm) | Diámetro de vaina (mm) | Longitud de vaina (mm) | Longitud total (mm) | Diámetro del rim (mm) | Grosor del rim (mm) |
| ----------------- | ------------ | ---------------------- | ---------------------- | ------------------- | --------------------- | ------------------- |
| 4 mm Randz Court  | 4,5          | 4,55                   | 6,1                    | 9                   | 5,9                   | 1                   |
| 4 mm Flobert Long | 4,5          | 4,55                   | 8,2                    | 10,8                | 5,9                   | 1                   |
| Munisalva         | 4,5          | 5,6                    | 6,3                    | 10,8                | 6,8                   | 1,1                 |

## Comparación de rendimiento con otros cartuchos
| Munición                               | peso en granos | peso en gramos | velocidad en m/s | energía de impacto en J |
| -------------------------------------- | -------------- | -------------- | ---------------- | ----------------------- |
| 4 mm Randz Court                       | 7,7            | 0,5            | 280              | 19,6                    |
| 4 mm Flobert Long                      | 7,7            | 0,5            | 300              | 22,5                    |
| Munisalva (posta de plomo 10,5 granos) | 10,5           | 0,68           | 275              | 25,7                    |